# King's Quest : Masque d'éternité
King's Quest : Masque d'éternité (en version anglaise originale King's Quest: Mask of Eternity) est un jeu vidéo d'action-aventure développé par Sierra On-Line, huitième volet de la série King's Quest. Son titre officiel ne comporte en fait pas de chiffre, en raison de son approche différente de la série.
C'est en effet le premier jeu de la série à être en 3D et à comporter une jouabilité d'action et de RPG, ce qui le rend très différent des volets précédents.

## Synopsis
Un sorcier maléfique a détruit le Masque d'éternité, qui garantissait jusqu'à présent l'équilibre de Daventry. et sous la violence du choc, ses morceaux ont été dispersés aux quatre coins du Monde. Le royaume plonge alors dans les ténèbres, des monstres inhumains errent et les habitants sont transformés en pierre. Seul y a échappé Connor, jeune fermier, car il avait ramassé un morceau du Masque d'Éternité tombé à ses pieds.
Connor devra retrouver les morceaux dispersés du Masque, le rétablir dans son sanctuaire, et devra affronter le sorcier responsable du chaos engendré, qui tentera de l'en empêcher.

## Accueil
- Adventure Gamers : 2,5/5[1]